# Hanina ben Dosa
Hanina ben Dosa (siglo I, EC ) (en hebreo: חנינא בן דוסא) fue un erudito y hacedor de milagros, alumno de Yohanan ben Zakai ( Berajot, 34b). Está enterrado en la Ciudad de Arraba, en la Baja Galilea (hoy Israel).
Se le cuenta entre los Tanaim. Se conservan pocos aggadot y ningún  halajot que se le puedan atribuir. (Baraita de R. Eliezer xxix., xxxi.; Midr. Mishle x. 2). Se el recuerda más "por su conducta que por sus enseñanzas halájicas. No hay leyes citadas en su nombre". Su popularidad, sin embargo, que disfrutó durante toda su vida, y que le hacía inmortal entre los místicos, no descansa a sus conocimientos académicos, sino en su santidad y poderes taumatúrgicos. De las varias máximas que se le atribuyen se puede ver que él era un miembro de la antigua jasidim: "De todo aquel cuyo miedo al pecado precede a su sabiduría, perdurará su sabiduría, pero si su sabiduría precede al temor al pecado, la sabiduría no perdurará"; "Si las obras de un hombre son superiores a su saber, su saber permanecerá, pero si su saber es mayor que sus obras, su aprendizaje no durará"; "Quien se gane la buena voluntad de la humanidad será amado por Dios, pero el que no es amado por el hombre no es amado por Dios" (Avot , iii 9, 10;. Avot de Rabí Natan .., xxii 1 [ed Schechter, p . 35a]). Hay, también, otras enseñanzas que delatan su escolarización jasídica. Hanina, al igual que toda la antigua jasidim, oraba mucho, y se dice que hizo muchos milagros por sus oraciones.

## Influencia de sus oraciones
Se cuenta que cuando el hijo de Johanan ben Zakai estaba muy enfermo, el padre solicitó las oraciones de Hanina. Hanina cumplió con prontitud, y el niño se recuperó. El padre, por su inmensa alegría, no podía dejar de expresar su admiración por su maravilloso alumno, afirmando que él mismo podría haber orado todo el día sin hacer nada. Su esposa, asombrada por tal auto-humillación por parte de su famoso marido, preguntó, "¿Es Hanina mayor que tú?" A lo que él respondió: "No existe esta diferencia entre nosotros: él es como el criado personal de un rey, que tiene en todo momento el libre acceso a su augusta presencia, sin tener que esperar el permiso para llegar a sus oídos, mientras que yo, como un señor ante un rey, tengo que esperar el momento oportuno "( Berajot , 34b). Del mismo modo, en la solicitud de Gamaliel II , pedían misericordia para el hijo de ese patriarca, y tras la conclusión de las oraciones de Hanina los mensajeros de Gamaliel aseguraron que la fiebre del paciente había remitido. Esta seguridad había creado dudas en la mente de los mensajeros, que rápidamente le preguntaron: "¿Eres tú el profeta?" A lo que él respondió: "Yo no soy profeta ni hijo de profeta, pero la experiencia me ha enseñado que siempre que fluye libremente mi oración se concede, de lo contrario, se rechaza." Los mensajeros acto seguido anotaron la declaración de Hanina y el momento exacto en que se hizo; al llegar a la residencia del patriarca se encontraron con que Hanina había dicho la verdad (ibidem; comparar Berajot, v 5 y Yerushalmi Berajot, v 9d..)
Una vez, una serpiente le mordió, pero él no interrumpió sus oraciones. Ante las ansiosas preguntas de sus discípulos que él respondió que había estado tan concentrado en la oración que ni siquiera sintió la mordedura. Cuando encontraron al reptil, muerto, exclamaron: "¡Ay del hombre al que pica una serpiente!, y ¡ay de la serpiente que muerde a Rav Hanina ben Dosa!" Su maravillosa fuga corresponde a la afirmación de que el resultado de la mordedura de una serpiente depende de quién alcanza el agua en primer lugar, el hombre o la serpiente; si es el primero, el últimos muere; si es el último, el primero muere. En el caso de Hanina se abrió una fuente milagrosamente bajo sus mismos pies (Yerushalmi Berajot, v. 9a). La Guemará de Babilonia (Berajot, 33a) tiene una versión diferente de este milagro.

## Como hacedor de lluvia
Las oraciones de Hanina también fueron eficaces en otros casos. Mientras viajaba fue sorprendido por un chubasco y oró: "Señor del universo, todo el mundo está contento, mientras que solo Hanina está molesto." La lluvia cesó inmediatamente. Al llegar a casa, alteró su oración: "Señor del universo, se hizo daño a todo el mundo mientras Hanina disfruta de su comodidad?" Entonces cayeron lluvias copiosas. Con referencia a sus poderes de hacedor de lluvia se dijo: "Al lado de las oraciones de Ben Dosa las del mismísimo sumo sacerdote no son de ningún provecho" ( Taanit , 24b). Cuando, una víspera de sábado su hija llenó la lámpara con vinagre en lugar de aceite, y confesó con tristeza de su error, él comentó: "El que ha dotado al aceite con el poder de arder puede dotar vinagre con el mismo poder"; y la lámpara ardió todo el día siguiente (Taanit, 25a).

## El milagro de la pata de la mesa de oro
A pesar de sus poderes milagrosos, Hanina era muy pobre. De hecho, se convirtió en proverbial que, si bien todo el mundo obtuvo favores por los grandes méritos de Hanina, él sobrevìa toda la semana con una cesta de algarrobas. Durante mucho tiempo nadie supo de sus privaciones; su esposa hizo todo lo posible para mantener una apariencia de comodidad, y aunque no tenía ni harina con la que hacer la masa, ponía de combustible en el horno todos los viernes para que se elevase una columnas de humo, por lo que sus vecinos creían que, como ellos, estaba horneando la comidas del sábado. Con el tiempo, sin embargo, una mujer sospechó, decididó sorprender a la esposa de Hanina y descubrir la verdad. Pero un milagro lo evitó. Cuando la mujer apareció en la casa de Hanina para mirar dentro del horno humeante, estaba lleno de panes. A pesar del milagro, la esposa de Hanina lo indujo a pedir al cielo una porción para el futuro. Hanina cumplió con su petición, y, en respuesta a su oración, una pata de la mesa de oro le fue enviada milagrosamente. Marido y mujer estaban contentos; pero esa noche la mujer tuvo una visión del cielo en la que vio a los santos festejando en mesas de tres patas, mientras que la mesa de su marido solo tenía dos. Ella se despertó llena de pesar por la impertinencia que había privado a su mesa de una pierna, e insistió en que orase por la retirada del tesoro. Así lo hizo, y la pata de oro desapareció. De este milagro el Talmud dice: "Era mayor que la primera, puesto que el cielo da, pero nunca toma" (Taanit , 24 ter y siguientes.)
Otra leyenda narra el milagro en una ocasiòn el la que Hanina no pudo participar en una comida. Una víspera del día de reposo, se sentó a su frugal comida, cuando de repente la mesa se alejaba de él. Después de pensar un rato, recordó que le había prestado algunas especias de un vecino y que no había separado el diezmo requerido (véase Haber). Acto seguido arregló el asunto, y la mesa volvió a él (Yerushalmi Demai , i. 22a). Se afirma también que el burro de Hanina no comía. Los ladrones habían robado el animal y confinado en su patio, y le daban el forraje necesario; pero el burro no quería comer ni beber. Así continuó durante varios días, los ladrones decidieron liberar al animal, para que no se muriera de hambre y llenase de hedor sus locales. Cuando fue liberado, se fue directamente a casa. ( Avot de Rabí Natan , viii 8 [ed Schechter, p 19b..];.. cf Yerushalmi Demai, i 21d; Shabat , 112b).
Una vez Hanina se entristeció mucho al no poder, con otras personas piadosas, para presentar algo al Templo . En su desaliento caminaba fuera de la ciudad, y al ver una enorme roca, se comprometió a llevar a Jerusalén como un regalo a la Ciudad Santa. Se alisó y lo pulió, y luego miró a su alrededor en busca de ayuda para transportarlo. Cinco obreros aparecieron, y se ofreció a llevar a la roca a su lugar destinado para un centenar de piezas de oro. Hanina, que no poseen la mitad de esa cantidad, se dio la vuelta en la desesperación. Pronto, sin embargo, otros trabajadores aparecieron y exigieron solo cinco "sela'im", pero estipularon que el propio Hanina debería ayudar en el transporte. El acuerdo celebrado, todos ellos se apoderaron de la roca, y en un instante se presentaron delante de Jerusalén. Cuando Hanina volvió a pagar a los trabajadores que estaban en ninguna parte ser encontrado. Reparó en el Sanedrín para preguntar lo que la disposición debería hacer de los salarios no percibidos. El Sanedrín escuchó su historia y llegó a la conclusión de que los trabajadores estaban ministrando ángeles, los trabajadores no humanos, y que por lo tanto era Hanina en libertad de aplicar el dinero para su propio uso. Él, sin embargo, lo presentó al Templo (Cant R. i 1;... Ecl R. i.)
Así era la vida de Hanina una sucesión de milagros (ver Pesahim , 112b; Bava Kama , 50a). A finales de los años comparativamente Mishná observaciones, "Con la muerte de Hanina ben Dosa los taumaturgos (Anshe Ma'aseh) dejaron de existir" ( Sota , ix. 15). Su carácter general, fue igualmente exaltó. Un rabino contemporáneo, Eleazar de Modiín, dando conferencias sobre Éxodo xviii. 21, citado Hanina ben Dosa y sus colegas como ilustraciones de la alcance de la expresión "hombres de verdad" (Mek., Itró, Amalec, 1). Dos siglos más tarde, un haggadist, comentando Isaías iii. 3, dijo: "Por el término 'hombre de honor' se entiende uno a través de cuyos méritos Cielo respeta [es favorable a] su generación; tal persona era Hanina ben Dosa" (Hagigah, 14a). Tampoco era la esposa de Hanina olvida pronto; mucho tiempo después de su muerte, la leyenda se refiere, un grupo de la gente de mar divisó una cesta de trabajo tachonado con diamantes y perlas. Un buzo intentó apoderarse de ella, pero fue disuadido por un "bat kol", que dijo que la canasta preciosa fue diseñada por la esposa de Hanina ben Dosa, quien finalmente lo rellenamos con lana azul (tekelet; Números , xv 38.) para los santos del futuro (Bava Batra , 74a).
Hanina vivió en 'Arab, en Galilea , a donde se sintió atraído por primera vez por la fama de Johanan ben Zakai (Berajot , 34b). Allí sirvió como un ejemplo de la observancia del sábado (Yerushalmi Berajot, iv. 7c), y él y su esposa fueron enterrados.

### Historia de la mordida
Hay dos historias de cómo Haninah ben Dosa fue mordido por una serpiente mientras rezaba ("Babilonia Guemará" y "Talmud de Jerusalén"):
Y. Ber 5. 01.26 (9a)
כד הוות נכית לבר נשא אין בר נשא קדים למיא חברברא מיית ואין חברברא קדטם למיא בר נשא מיית 
Cuando muerde el hijo del hombre (בר נשא: [bar Nasha ']), si el hijo del hombre (בר נשא: [bar Nasha']) alcanza el agua en primer lugar, a continuación, serpiente muere; y si la serpiente llega el agua primero, el hijo del hombre (בר נשא: [bar Nasha ']) muere.
"Ḥanina nunca permitió nada a él se convirtieren de sus devociones. Una vez, mientras ella empeñados, un lagarto le mordió, pero no interrumpió sus oraciones. Para ansiosas preguntas de sus discípulos que él respondió que había estado tan preocupada en la oración como ni siquiera sentir la mordedura. Cuando la gente encontró el reptil, muerto, exclamó: "Ay del hombre que pica un lagarto, y ay de la lagartija que se muerde R. Ḥanina b. ! Dosa "Su maravillosa de escape corresponde a la afirmación de que el resultado de la mordedura de un lagarto depende de lo que alcanza el agua en primer lugar, el hombre o la lagartija, el primer caso, los últimos dados en este último caso, los antiguos moldes En Ḥanina de. caso un resorte milagrosamente se abrió bajo sus mismos pies (Yer. Ber. v. 9a). El Gemara babilónico (Ber 33a) tiene una versión diferente de este milagro ".